# Centro de Arte La Estancia
El Centro de Arte La Estancia (oficialmente PDVSA Centro de Arte La Estancia) es un centro cultural con sede en Caracas y Punto Fijo que tiene entre sus funciones la restauración, promoción y difusión del patrimonio histórico y artístico venezolano. Tiene como propósito apoyar los programas de desarrollo social y afianzar la identidad cultural nacional. La sede de Caracas se encuentra ubicada en una antigua hacienda colonial en la urbanización Altamira, mientras que la sede de Punto Fijo se encuentra en una quinta ubicada en la Comunidad Cardón.
En sus espacios se realizan exposiciones de arte de carácter nacional e internacional relacionadas con la fotografía, diseño y el arte tridimensional, además suelen llevarse a cabo obras de teatro, conciertos, seminarios, concursos y conferencias.
A partir del 2003, luego del paro petrolero de 2002-2003, pasa a ser gerenciado por PDVSA, cambiando así el nombre del museo. La sede de Caracas posee un jardín que cuenta más de 120 especies botánicas.